# A-STATION
A-STATION（エー・ステイション）とは株式会社アップロードシナジーが発行していたアキバ系カルチャーの総合情報誌であり、フリーペーパー形式の月刊紙。A-STATION自身は「フリーマガジン」と呼んでいた。
2006年7月30日に創刊号発行。毎月末の金曜日が発行日となっていた。
発行部数10万部。配布エリアは全国となっており、主にDVD・ゲームなどの販売店や書店で設置されている。2006年にはコミックマーケットや地方の同人誌即売会などのイベント会場でも配布されている。
内容はアニメ新番組やDVD、ゲームの紹介や発売情報、フィギュアやコミック情報、アーティストのインタビュー、イベントレポート、メイド喫茶の紹介など、アキバ系カルチャーに含まれると編集部が判断したものはなんでも扱っていた。
表紙イラストは吉成篤が担当していた。
しかし、2007年3月頃よりグッズ販売部門であるA-WORKSから販売されていた抱き枕カバーが通販申し込みした人の元に届かなくなり、ショップでも販売中止になる事態が発覚。経営状態が危ぶまれていたが、2007年5月をもって廃刊、関連サイトも閉鎖となった。